# Dophei-verbond
Het dophei-verbond (Ericion tetralicis) is een verbond uit de dophei-orde (Ericetalia tetralicis). Het verbond omvat plantengemeenschappen van de natte heide met als voornaamste vertegenwoordiger de associatie van gewone dophei.

## Naamgeving en codering
- Syntaxoncode voor Nederland (rVvN): r11Aa

De wetenschappelijke naam Ericion tetralicis is afgeleid van de botanische naam van de meest dominante soort binnen het verbond, de gewone dophei (Erica tetralix).

## Fysiognomie
De kruidlaag is bij de meeste gemeenschappen uit het verbond goed vertegenwoordigd; de meeste onderliggende syntaxa zijn natte dwergstruweelgemeenschappen, waarin dwergstruiken de kruidlaag domineren. Ook komen echter laagblijvende, door kruiden gedomineerde pioniergemeenschappen voor, zoals de associatie van moeraswolfsklauw en snavelbies (Lycopodio-Rhynchosporetum) die in Nederland en Vlaanderen vrij algemeen voorkomt in de natte heidengebieden.
De toestand van de moslaag en alglaag is afhankelijk van de omvang van de waterstandwisseling en van de natuurbeheersmaatregelen die worden uitgevoerd.

## Ecologie

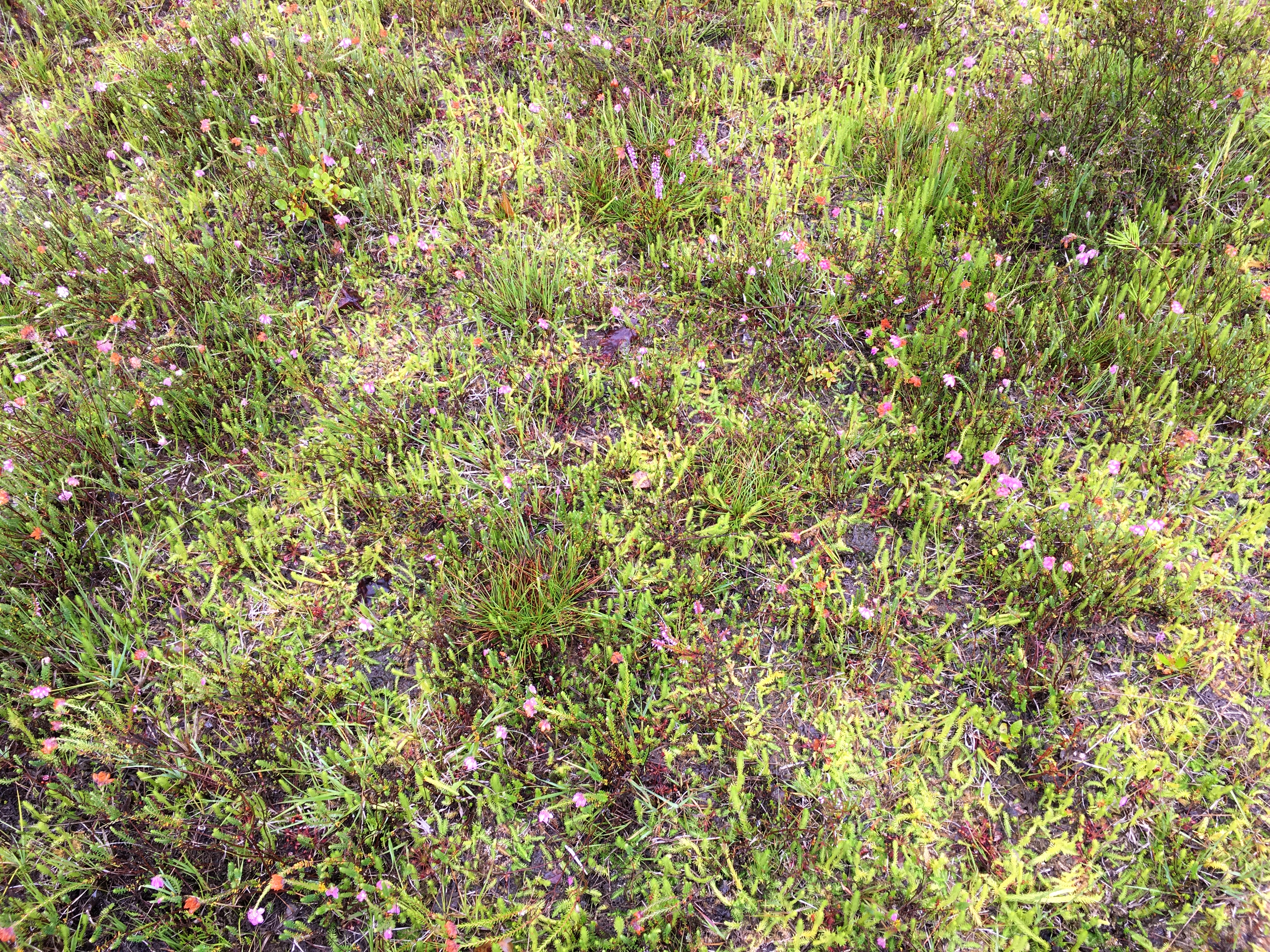
De associatie van moeraswolfsklauw en snavelbies.

Vegetatie uit het dophei-verbond vindt men op vochtige tot natte, oligotrofe zandgronden in de heide, op plaatsen waar het grondwaterpeil hoog en weinig wisselend is.

## Associaties in Nederland en Vlaanderen
Het dophei-verbond wordt in Nederland en Vlaanderen vertegenwoordigd door drie associaties.
- - associatie van moeraswolfsklauw en snavelbies (Lycopodio-Rhynchosporetum)
  - associatie van gewone dophei (Ericetum tetralicis)
  - associatie van kraaihei en gewone dophei (Empetro-Ericetum)

## Diagnostische taxa voor Nederland en Vlaanderen
In de onderstaande synoptische tabel staan de belangrijkste diagnostische taxa van het dophei-verbond voor Nederland en Vlaanderen.
Kruidlaag
| Kentaxon | Diff.soort | Abundantie | Triviale naam     | Botanische naam       | Opmerking |
| -------- | ---------- | ---------- | ----------------- | --------------------- | --------- |
|          |            | D/O        | gewone dophei     | Erica tetralix        |           |
| kV       |            | F/O        | lavendelhei       | Andromeda polifolia   |           |
| kV       |            | A/F        | kleine veenbes    | Vaccinium oxycoccos   |           |
| kV       |            | A/F        | veenbies          | Scirpus cespitosus    |           |
| kV       |            | A/F        | trekrus           | Juncus squarrosus     |           |
| kV       |            | F/O        | eenarig wollegras | Eriophorum vaginatum  |           |
|          | dV         | F          | blauwe zegge      | Carex panicea         |           |
|          | dV         | Z          | klokjesgentiaan   | Gentiana pneumonanthe |           |
| bg       |            |            | pijpenstrootje    | Molinia caerulea      |           |

Moslaag
| Kentaxon | Diff.soort | Abundantie | Triviale naam     | Botanische naam    | Opmerking |
| -------- | ---------- | ---------- | ----------------- | ------------------ | --------- |
| kV       |            | A/F        | kussentjesveenmos | Sphagnum compactum |           |
| kV       |            | A/F        | broedkelkje       | Gymnocolea inflata |           |
| kV       |            | O          | rood veenmos      | Sphagnum rubellum  |           |
|          | dV         | F/O        | slank veenmos     | Sphagnum recurvum  |           |

Algenlaag
| Kentaxon | Diff.soort | Abundantie | Triviale naam       | Botanische naam       | Opmerking |
| -------- | ---------- | ---------- | ------------------- | --------------------- | --------- |
| kV       |            | A/F        | paars heideviltwier | Zygogonium ericetorum |           |

## Fotogalerij

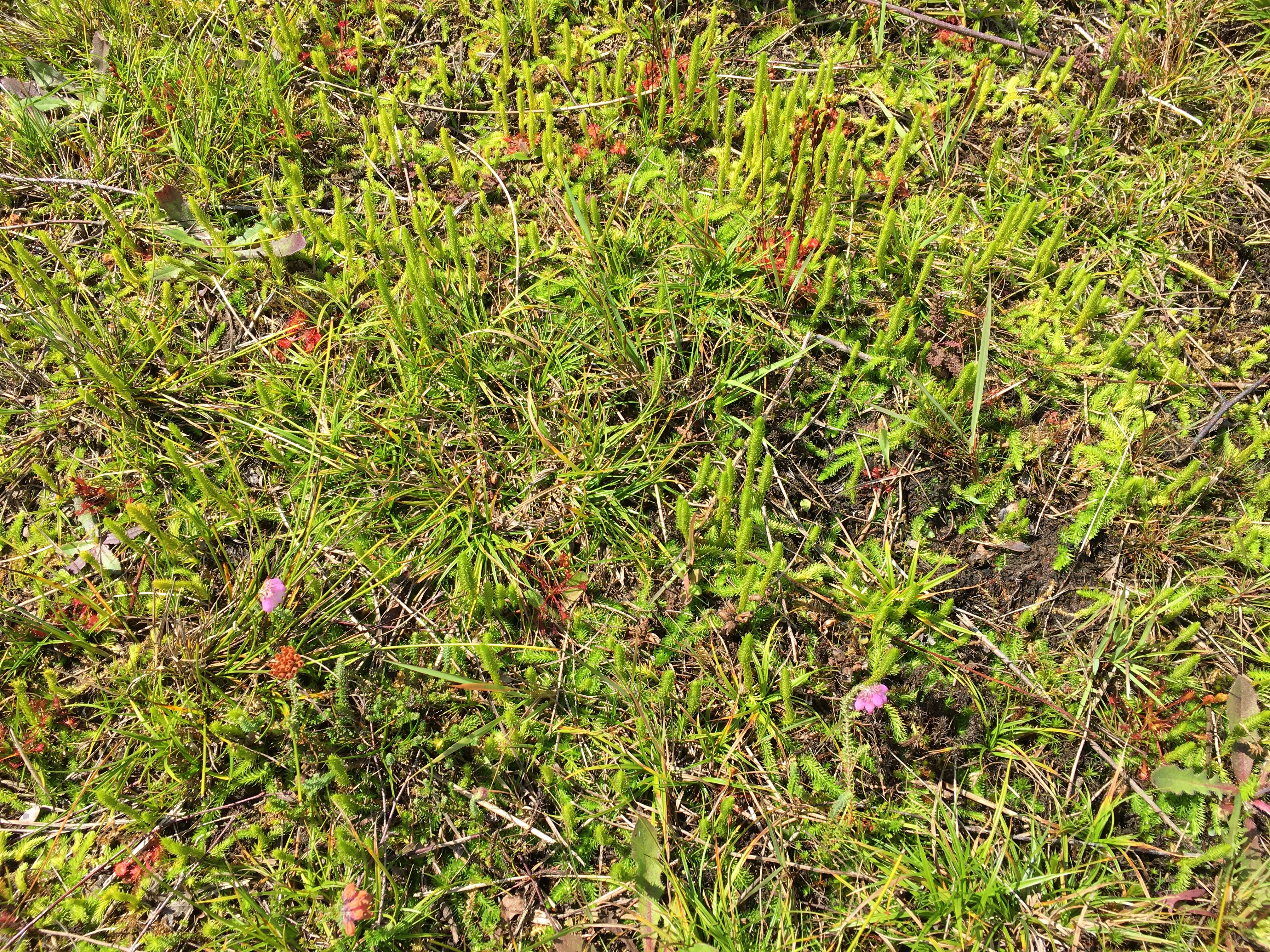
Associatie van moeraswolfsklauw en snavelbies
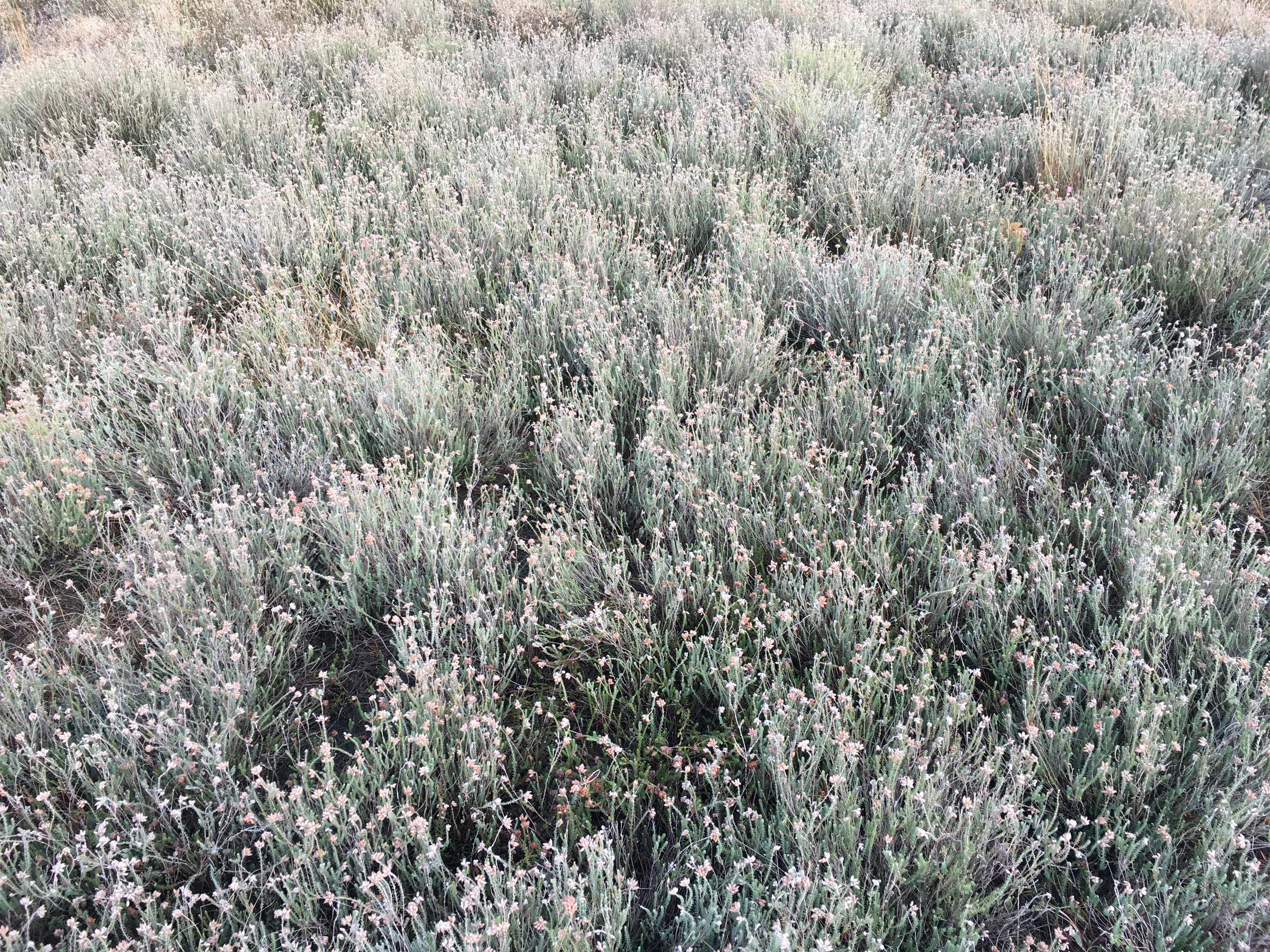
Winteraspect van de associatie van gewone dophei
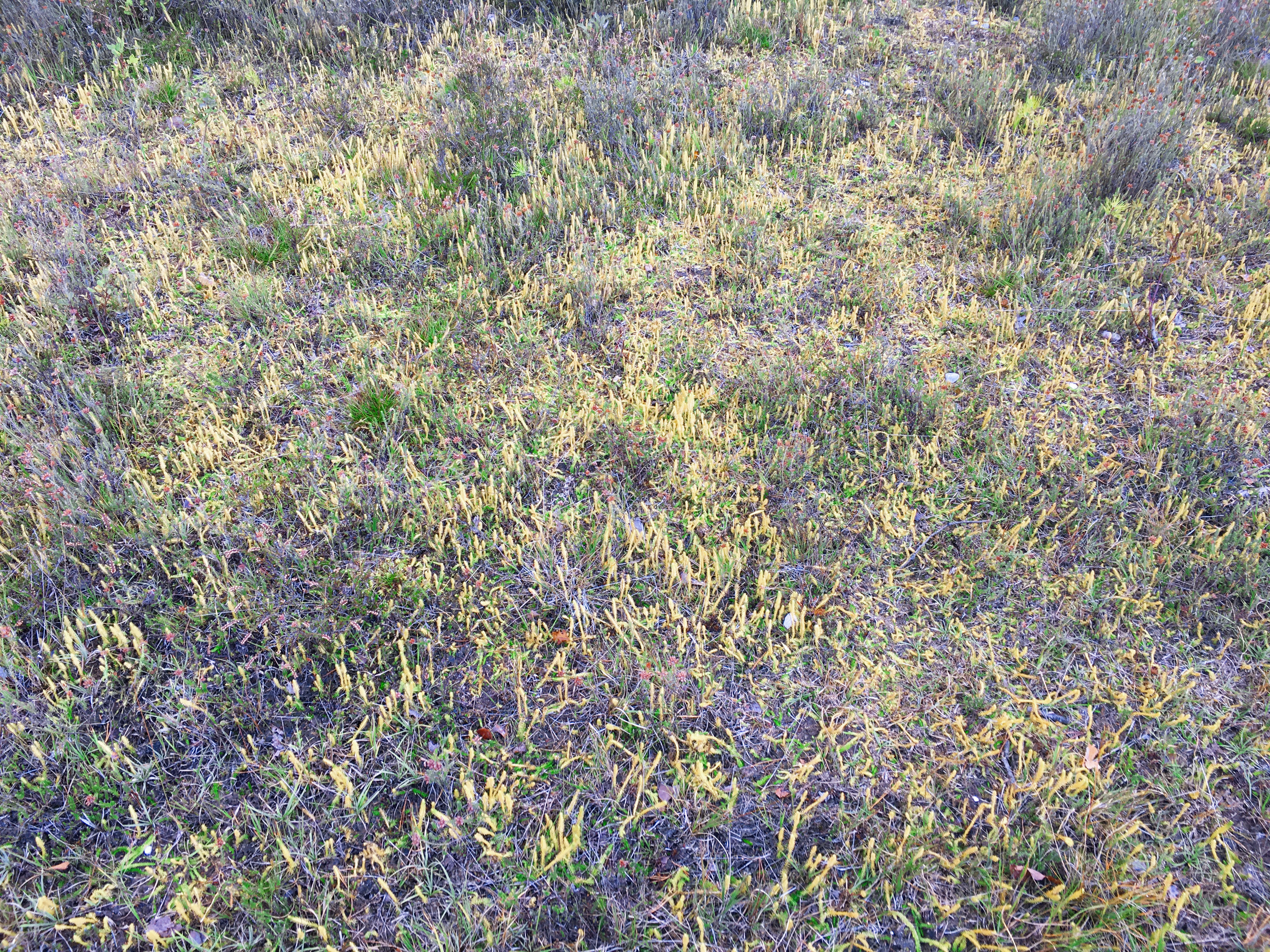
Herfstaspect van de associatie van moeraswolfsklauw en snavelbies
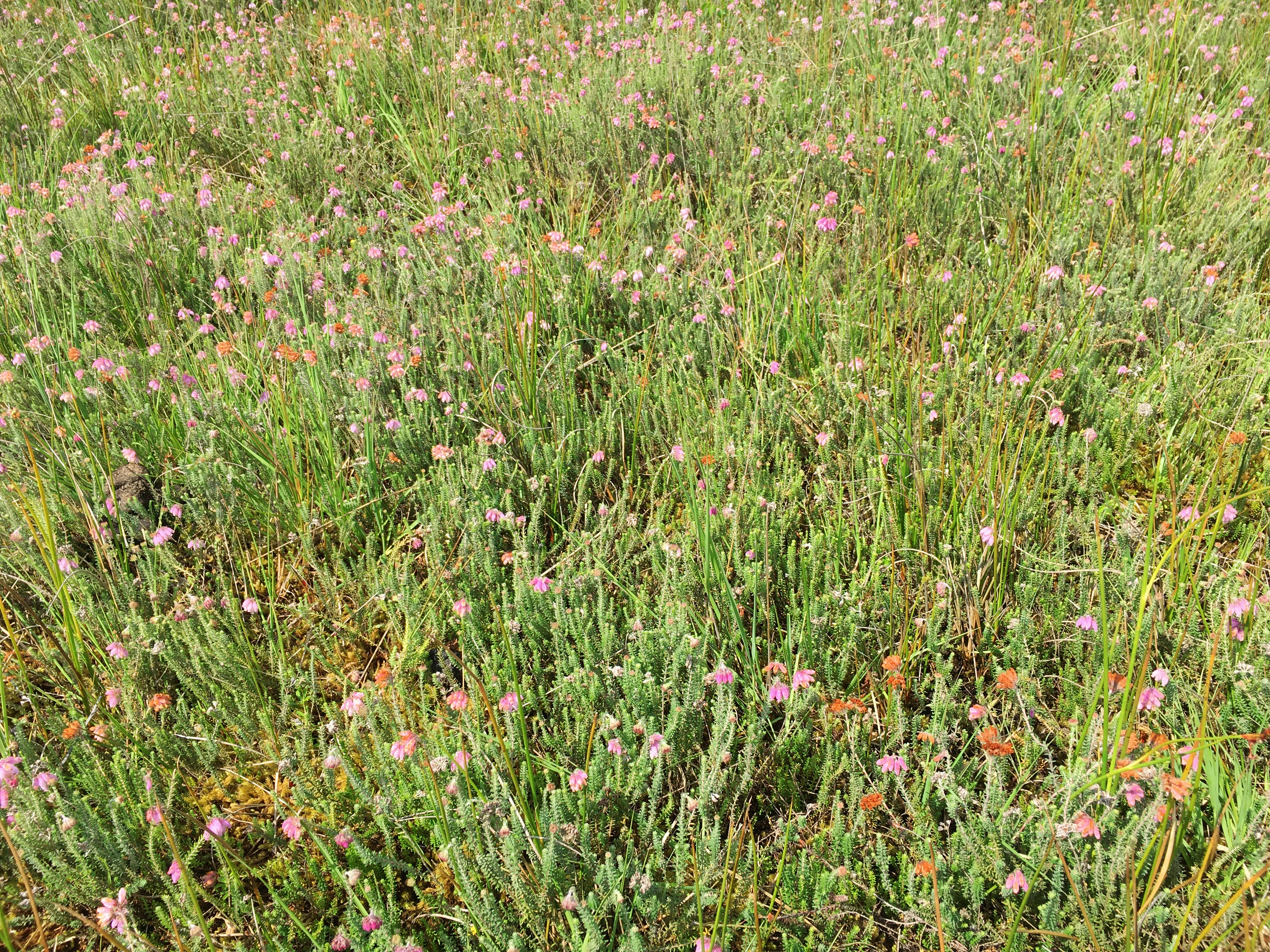
De associatie van gewone dophei